# La Chaîne d'union
La Chaîne d'union (typographié La Chaîne d'Union par l’éditeur) est la revue trimestrielle d'études maçonniques, philosophiques et symboliques du Grand Orient de France. Créée en 1864 à Londres par des francs-maçons français exilés, fuyant le régime autoritaire de Napoléon III, elle fête en 2015 sa 150e années d'existence. Tout en restant proche de la conception libérale et adogmatique de la franc-maçonnerie, sa ligne éditoriale évolue au fil de l'histoire. Son nom fait référence à la chaîne d'union symbolique que forment les francs-maçons à la fin de leur tenue maçonnique. Malgré plusieurs interruptions de sa diffusion, elle demeure la plus ancienne revue maçonnique encore en parution en 2015. Son comité éditorial est composé de frères et de sœurs provenant de différentes obédiences françaises.

## Histoire

### 1864-1869: naissance à Londres et1rediffusion
La revue maçonnique la Chaîne d'union voit le jour à la suite d'un projet imaginé par des francs-maçons en exil à Londres, opposés à Napoléon III lors de la période « autoritaire » du régime, les frères Prosper Simard et François Tafety.  Le choix du titre, qui n'est pas attribué, fait référence à la chaîne d'union symbolique que forment les francs-maçons à la fin de leurs tenues et qui représente l'union des maçons passés, présents et futurs. Les fondateurs de la revue s'appuient sur une structure hors loge maçonnique pour mettre en œuvre ce qui est tout d'abord un bulletin de liaison des exilés à Londres, notamment des entrepreneurs, avec l'ambition de le publier à raison de deux numéros par mois. Cette structure, qui porte le nom de « Bureau de renseignements », fait également office de bureau d'aide administrative. 
Le premier numéro paraît le 15 septembre 1864 sous un format tabloïd de quatre pages. Il porte le titre de La Chaîne d'Union et le sous-titre de Journal de la maçonnerie universelle. Il est publié sans illustrations et affiche en tête de page la devise ternaire : « Science, travail, solidarité ». Une page est consacrée à la publicité, une cinquième page en intercalaire porte le titre de « Supplément de la Chaîne d'union » et évoque l'histoire d'une loge particulière. Le premier éditorial est signé du frère François Tafety sous le titre de « Notre programme lyrique ».
Dès le second numéro, un article non signé, intitulé : « La Bible et la Maçonnerie », rend compte d'un différend entre une loge du Suprême Conseil de France et la Grande Loge unie d'Angleterre, qui est taxée à cette occasion de « succursale de l’Église ». Ouverte à tous les rites en tant qu'organe de « la maçonnerie universelle », la revue affiche néanmoins un certain anticléricalisme. Ses rédacteurs nouent des relations et entretiennent une correspondance avec plusieurs personnalités célèbres comme Victor Hugo ou encore Giuseppe Garibaldi, grand maître du Grand Orient d'Italie, qui soutiennent ouvertement la publication.
De 1864 à 1868, la revue est régulièrement publiée et propose de nombreux articles consacrés à la franc-maçonnerie française et étrangère, mais également des articles critiques de la presse maçonnique concurrente, comme la revue anglaise The Fremason's Magazine, des hommages funèbres, dont celui de Pierre-Joseph Proudhon, ou des articles sur l'histoire des loges, celle des Philadelphes par exemple, à laquelle appartiennent les rédacteurs du journal. Le numéro 46 de 1866 marque la fin du lien entre le « Bureau des renseignements » et la revue. Les bureaux de la revue déménagent deux fois, au gré des changements de propriétaire, pour s'établir en avril 1868 dans le quartier de Camden.
Le numéro 85, du 1er mai 1868, fait l’annonce de la mort de François Taféty, premier éditorialiste de la revue, devenu son seul propriétaire. L'édition est reprise éphémèrement par deux autres fondateurs, négociants de leur état, les frères Clève et Nancy. Mais après leur disparition, le dynamisme de la revue s’éteint et la dernière édition londonienne paraît le 15 mai 1869 sous le numéro 108.

### 1869-1889: reprise par Esprit-Eugène Hubert et transfert à Paris
Son correspondant en France, Esprit-Eugène Hubert, reprend La Chaîne d'union et devient directeur et rédacteur en chef. Après cinq années d'édition à Londres, la revue est rééditée à Paris le 1er juin 1869, au format in-octavo, et sous le titre La Chaîne d'union de Paris. Contrairement à l'édition londonienne, elle subit une forte concurrence, favorisée par le libéralisme de cette période du régime de Napoléon III et à une époque ou la franc-maçonnerie en général s'affiche souvent publiquement. L'édition devient bimensuelle. Sous la direction de Hubert, elle demeure indépendante des obédiences, affiche ses sympathies républicaines, mais s'oppose à la réforme des rituels et à l'abandon de l’obligation de croire en Dieu en 1878 et 1879.
La Commune et le siège de Paris interrompent la diffusion le 15 septembre 1870. Elle reprend après la victoire des Versaillais. Se voulant « humanitaire et patriotique », la revue reste la plus consensuelle possible pour s'ouvrir à un maximum de lecteurs de toutes obédiences et de tous pays. Elle rapporte aussi, fidèlement et dans les détails, les principaux événements de la vie maçonnique française, des informations sur le développement des associations para-maçonniques de solidarité, des nécrologies de personnalités de la franc-maçonnerie, ou encore des comptes rendus d'ouvrage. Elle laisse une place à l'antimaçonnisme en signalant les écrits qui l'attaquent régulièrement, comme ceux d'Édouard Drumont qui, dans son ouvrage La France juive, l'accuse d'être un agent des sionistes.
Après vingt années d'édition, où il maintient la revue comme Journal de la maçonnerie universelle, après avoir bénéficié d'abonnés dans le monde et d'un prestige international reconnu,, être resté indépendante et affirmé dans ses convictions, Esprit-Eugene Hubert met à quatre-vingts ans un terme à sa publication en 1889.

### 1934-1963: relance de l’édition, les années Gloton
Virgile Athanase Gloton, franc-maçon et créateur d'un commerce de librairie et de décors maçonniques en face de l'Hôtel du Grand Orient de France en 1910, est au départ de la réanimation de la revue disparue en 1889, dont il rachète le titre. Dans cette entreprise familiale, son fils Edmond Gloton est l'artisan de cette republication dans un contexte économique et politique général assez difficile où les retombées de la Grande Dépression de 1929 et les menées des ligues d'extrême-droite rendent l'entreprise plus complexe. Malgré cela, la publication renait et porte le sous titre de Revue mensuelle de documentation et d'informations maçonniques. Elle devient une revue mensuelle à raison de dix numéros par an, de couverture blanche. Lettrines et illustrations qui sont en partie d'Henry Tattegrain enrichissent les éditions. Une limitation de la diffusion est imposée aux seuls francs-maçons, ces derniers ne peuvent l’acquérir que sur justification de leur qualité. La revue sert aussi de support publicitaire à l'entreprise familiale. 
L'intense activité maçonnique d'Edmond Gloton participe à une large diffusion de la revue. Au décès de son père, il prend la direction de l’entreprise, mais dès le début de la Seconde Guerre mondiale en 1939, le magasin et les éditions sont fermés. Le 1er avril 1945, la revue réapparait pour une nouvelle série. Cette série d'une cinquantaine de pages connait une époque florissante et propose à ses lecteurs des biographies maçonniques, des articles d'histoire, de symbolisme, de morale ou de philosophie, sur les rites maçonniques, les obédiences ou la franc-maçonnerie féminine. Elle traite aussi régulièrement, au travers de chroniques, de sujets qualifiés de « sociétaux ». Des rubriques annexes également, nécrologies, notes informatives, comptes rendus des convents obédientiels, parfois ludiques, complètent la publication. La revue reste, pendant cette période, « généraliste » et inter-obédientielle et s'adapte aux différentes sensibilités maçonniques de l’époque. Son lectorat se situe principalement en France et dans ses colonies, mais aussi en Belgique et en Suisse.
Edmond Gloton meurt en février 1962. Sa fille Denise continue la publication de la revue et fait paraitre encore treize numéros avant d'abandonner pour des raisons économiques et familiales. La publication de La Chaîne d'union connait une nouvelle interruption à partir de juin 1963.

### 1981-1996: nouvelle édition, le Grand Orient de France
Après l'interruption de sa parution en 1963, la revue réapparait en 1981, Denise Gloton lance une nouvelle édition. Sous sa direction une équipe rédactionnelle élabore une nouvelle maquette dont l'édition est confiée à un nouvel éditeur. Le contenu reste très proche des éditions d'Edmond Gloton et reconquiert l’ancien lectorat en se tournant au travers d'innovation vers de nouveaux lecteurs, comme l’adjonction de deux suppléments dont les sujets sont plus particulièrement destinés aux compagnons et aux maitres francs-maçons et ne sont délivrés que sur justificatif. La revue continue d'être indépendante de toutes obédiences mais contrairement aux éditions précédentes, elle devient trimestrielle tout en continuant de faire preuve de diversité dans les sujets traités. La publication ne perdure que deux années et connait un nouvel arrêt en 1982 après huit numéros. À la suite de difficultés avec l'éditeur, Denise Gloton cesse sa collaboration avec celui-ci et met un terme à sa diffusion.
En 1984, Paul-Henri Gourdot, grand maître du Grand Orient de France, propose à Denise Gloton d’intégrer et de rééditer au travers des Éditions maçonniques de France (EDIMAF), La Chaîne d'union, qui rejoint alors les éditions que le GODF diffuse déjà : la revue Humanisme, qui traite de sujets principalement sociétaux, et les Chroniques d'histoire maçonnique. L'objectif étant de compléter le panel de ses publications par une revue orientée vers le symbolisme et la philosophie en collaboration avec l’Institut d’études et de recherches maçonniques (IDERM). La revue est intégrée et devient alors La Revue d’études maçonniques, philosophiques et symboliques du Grand Orient de France. Sa publication reste trimestrielle et son format, inchangé. Au travers d'une nouvelle rédaction dont Denise Gloton est la secrétaire, les sujets se centrent principalement sur le symbolisme et la recherche maçonnique. Régulièrement publiée jusqu'en 1996, la revue se développe, et plusieurs directeurs de publication s'y succèdent, ainsi que plusieurs rédacteur en chef qui continuent d'animer un comité de rédaction et de lecture autour de ses sujets principaux.

### 1997-2000: modernisation et professionnalisation
1997 est une nouvelle étape dans la vie de la revue. Pierre Mollier prend la direction de l'édition et s'emploie à redynamiser son contenu en l’enrichissant de thématiques spécifiques qui approfondissent les recherches symboliques et philosophiques. Divers points de vue sont dès lors adoptés. La couverture est mise en couleur et la mise en page repensée pour s'adapter à une communication plus contemporaine. L'IDERM n’est plus partie prenante et la numérotation de cette nouvelle édition recommence au numéro un. Le comité de rédaction reste quasiment inchangé, mais un journaliste professionnel y fait son entrée, René Le Moal. Sous cette nouvelle forme, la revue connaît un nouveau succès et entre pleinement dans le panel restreint des revues de références, traitant du symbolisme maçonnique. En l’an 2000, René Le Moal succède à Pierre Mollier et devient rédacteur en chef. Il continue dans les années qui suivent à développer le lectorat et la diversité des sujets maçonniques traités.

### 2000-2022: la revue philosophique et symboliste du Grand Orient de France
Devenu la revue symbolique et philosophique du Grand Orient de France et sous la direction rédactionnelle de René Le Moal, La Chaîne d'union s'insère, en se spécialisant, dans une panel de publications propres à l'obédience, en complétant la revue Humanisme, consacrée à la réflexion sociétale qui, selon les statuts de l’obédience, invite les francs-maçons qui la composent à l'engagement citoyen dans le but « d'améliorer matériellement et moralement le sort de l'humanité » et la revue de recherches historiques Chronique d'histoire maçonnique, qui diffuse principalement les travaux de l’Institut d’études et de recherches maçonniques (IDERM). Cette répartition, au sein de ce qui constitue un petit ensemble de presse, permet à la revue de se consacrer à la recherche symbolique et personnelle des francs-maçons. La revue conserve une ouverture rédactionnelle en publiant des articles des frères et sœurs d'autres obédiences masculines, féminines ou mixtes. Elle ouvre régulièrement ses colonnes à des penseurs contemporains qui ne sont pas obligatoirement franc-maçons. 
La revue conserve une périodicité trimestrielle, et trace une ligne éditoriale sur l'ensemble des sujets qui ont trait à la compréhension philosophique et initiatique de la franc-maçonnerie. Après l’arrêt des Éditions maçonniques de France pour cause de difficultés financières, le Grand Orient choisit la société Conform édition pour prendre en charge l’ensemble de l'édition et de la distribution de la revue.
En 2015, la revue fête son 150e anniversaire et publie un numéro dans lequel est retracée son histoire. Les hommages d'autres organes maçonniques comme Quatuor Coronati-Bayreuth de la Grande Loge unie d'Allemagne, le magazine Alpina de la Grande Loge suisse Alpina, Les Cahiers Villard de Honnecourt de la Grande Loge nationale française ou la revue Points de vue initiatiques de la Grande Loge de France, font l'ouverture de cette édition hors série. En 2022, la revue édite un numéro spécial, pour sa 100e parution, comprenant un abécédaire des auteurs ayant écrit des articles de 1981 à 2022. Le numéro choisit pour thème : « La franc-maçonnerie, voie traditionnelle et la modernité ».